# Коридор торнадо

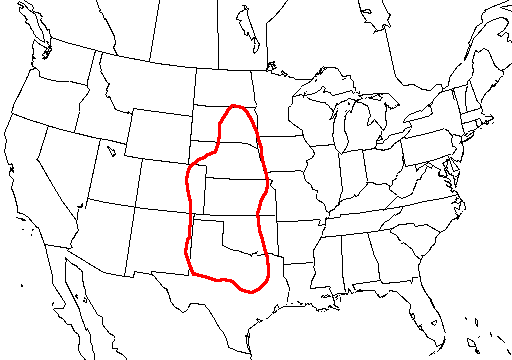
«Коридор торнадо» у США

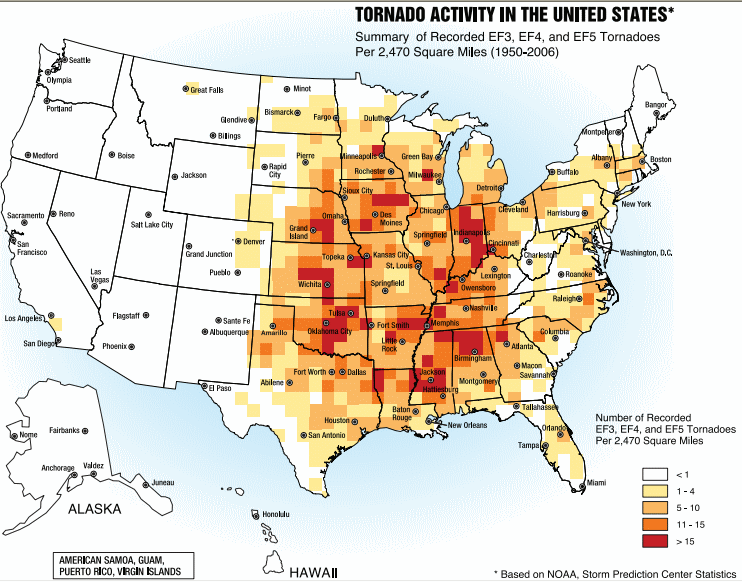
Активність торнадо у США

Коридор торнадо (англ. Tornado Alley) — неофіційний термін, що позначає території США, в яких спостерігається найбільша кількість торнадо. Як правило, з цим поняттям асоціюється територія між Скелястими горами і гірською системою Аппалачі.
Згідно зі статистикою, що наводиться Національним центром кліматичних даних США (англ. National Climatic Data Center), найбільша кількість торнадо припадає на штат Техас. Першочерговою причиною тому є велика територія штату. Друге і третє місця займають відповідно штати Канзас і Оклахома.
У містах штатів, найбільш часто схильних до торнадо, діють більш суворі норми до міцності будівель, а самі будинки часто забезпечені протиторнадовими притулками. Про можливе наближення торнадо, крім засобів масової інформації, жителів цих міст також сповіщають спеціальні сирени.
Швидкість торнадо сягає 200 км/год.